# ویلیام دووال
ویلیام دووال (انگلیسی: William Bradley DuVall؛ زادهٔ ۶ سپتامبر ۱۹۶۷) یک موسیقی‌دان اهل ایالات متحده آمریکا است. وی از سال ۱۹۸۳ میلادی تاکنون مشغول فعالیت بوده‌است. او در حال حاضر خواننده اصلی گروه راک آلیس این چینز است و جایگزین خواننده سابق گروه، لین استیلی شد که در سال ۲۰۰۲ درگذشت.